# Heleen Mees
Heleen Mees (geboren als Heleen Nijkamp, Hengelo (Overijssel), 1968) is een Nederlands econoom, jurist en publicist. Ze verwierf bekendheid als feminist, die het gebrek aan ambitie bij Nederlandse vrouwen hekelt en pleit voor meer vrouwen in topfuncties.

## Levensloop
Mees studeerde economie en rechten aan de Rijksuniversiteit Groningen. Van 1992 tot 1998 werkte ze voor het ministerie van Financiën, onder andere als woordvoerder van staatssecretaris Willem Vermeend. Vervolgens werkte ze twee jaar voor de Europese Commissie in Brussel. In 2000 verhuisde Mees naar New York. Ze werkte enige tijd als adviseur voor Ernst & Young. In 2003 liet Mees haar meisjesnaam Nijkamp naar New Yorks recht wijzigen, omdat deze volgens haar voor Engelstaligen moeilijk uitspreekbaar is.
In januari 2006 publiceerde Mees het krantenartikel Vrouwen moeten nu eindelijk eens écht aan het werk gaan. Mees was in november 2006 medeoprichter van Women on Top, een organisatie die zich tussen 2006 en 2011 heeft ingezet voor meer vrouwen aan de top. Vanwege haar felle pleidooi voor meer vrouwelijke ambitie en meer vrouwen in hoge posities wordt Mees ook wel powerfeministe genoemd. Mees werkte voor de campagne van Hillary Clinton voor de Amerikaanse Senaatsverkiezingen in november 2006.
Mees was van 2006 tot 2010 columnist voor NRC Handelsblad en van 2012 tot 2013 voor Het Financieele Dagblad. Ze droeg bij aan het Project Syndicate en het Duitse maandblad Capital. Ze heeft bijdragen geschreven voor de Volkskrant, de Financial Times en Foreign Policy. Mees heeft drie boeken geschreven en is co-auteur van een vierde.
Mees was van 2009 tot 2010 werkzaam als onderzoeker aan de Erasmus Universiteit in Rotterdam. Van 2010 tot 2012 was ze als hoofddocent verbonden aan de Universiteit van Tilburg. In 2012 promoveerde ze aan de Erasmus Universiteit bij Philip Hans Franses op het proefschrift Changing Fortunes – How China's Boom Caused the Financial Crisis. Mees was in 2012 en 2013 als waarnemend hoofddocent werkzaam aan de Robert F. Wagner Graduate School of Public Service, onderdeel van de Universiteit van New York.
Op 1 juli 2013 werd Mees in New York gearresteerd op verdenking van stalking van Willem Buiter, hoofdeconoom bij Citigroup. Drie dagen later kwam ze op borgtocht vrij. De zaak werd tweemaal verdaagd, en werd op 10 maart 2014 onder twee aan Mees gestelde voorwaarden geseponeerd. In november 2016 verloor Mees gelijktijdig twee rechtszaken in Amsterdam en New York. Zij verweet Buiter en diens werkgever Citigroup dat zij reputatieschade had opgelopen, na Buiters beschuldigingen dat Mees hem na de beëindiging van hun verhouding stalkte en intimideerde. Mees eiste officiële erkenning, rectificatie en een schadevergoeding. In de Amsterdamse uitspraak werd geconcludeerd dat Mees langdurig de vrouw en familie van Buiter had lastiggevallen met zevenhonderd mails. Een ervan werd doorgestuurd aan de decaan van de faculteit economie van de Universiteit van Tilburg hetgeen leidde tot haar ontslag daar als universitair hoofddocent. 
Mees woont in het New Yorkse stadsdeel Brooklyn. Sinds 2016 heeft zij een tweewekelijkse column in de Volkskrant.

## Publicaties
- 2002: Compendium van het Europees belastingrecht, Amsterdam, Kluwer, 2002 (met Willem Vermeend en Han Kogels). ISBN 90-200-2435-3[12]
- 2007: Weg met het deeltijdfeminisme!, Amsterdam, Uitg. Nieuw Amsterdam, 2007. ISBN 978-90-468-0214-4
- 2009: Tussen hebzucht en verlangen : de wereld en het grote geld (columns), redactie C.H.J. Lansink, Amsterdam : Nieuw Amsterdam, 009.ISBN 978-90-468-0572-5
- 2012: Changing Fortunes - How China's Boom Caused the Financial Crisis, 2012 (dissertatie). ISBN 978-90-5892-311-0[13]
- 2016: The Chinese Birdcage. How China's Rise Almost Toppled the West. London, Palgrave Macmillan, 2016. ISBN 978-1-137-58885-2

- Digitale Bibliotheek voor de Nederlandse Letteren: mees048
- Gemeinsame Normdatei: 111794865X
- International Standard Name Identifier: 0000 0000 4523 3415
- Library of Congress Control Number: n2003099464
- Nationale Bibliotheek van Israël: 987007364853605171
- Nederlandse Thesaurus van Auteursnamen: 24107603X
- Virtual International Authority File: 4312609
- WorldCat: E39PBJyhbPP3XK8TBWw9CtHgrq